# Menderes (İzmir)
Menderes est une ville et un district de la province d'İzmir dans la région égéenne en Turquie.